# Meridiano 177 W
O meridiano 177 W é um meridiano que, partindo do Polo Norte, atravessa o Oceano Ártico, Ásia, Oceano Pacífico, Oceano Antártico, Antártida e chega ao Polo Sul. Forma um círculo máximo com o meridiano 3 E.
Começando no Polo Norte, o meridiano 177º Oeste tem os seguintes cruzamentos:
| País, território ou mar | Notas |
| ----------------------- | --- |
| Oceano Ártico           | |
| Mar de Chukchi          | Passa a leste da Ilha de Wrangel, Okrug Autónomo de Chukotka, Rússia |
| Rússia                  | Okrug Autónomo de Chukotka |
| Mar de Bering           | Passa leste da Ilha Kanaga, Alasca, Estados Unidos · Passa a oeste da Ilha Adak, Alasca, Estados Unidos                                                                                             |
| Oceano Pacífico         | Passa a leste do Atol Midway, Ilhas Menores Distantes dos Estados Unidos · Passa a oeste da Ilha Howland, Ilhas Menores Distantes dos Estados Unidos · Passa a oeste da Ilha Chatham, Nova Zelândia |
| Oceano Antártico        | |
| Antártida               | Dependência de Ross, reivindicada pela Nova Zelândia |